# Маршалл Белл
Арчибальд Маршалл Белл (англ. Archibald Marshall Bell; нар. 28 вересня 1942) — американський актор.

## Біографія
Маршалл Белл народився 28 вересня 1942 року у місті Талса, штат Оклахома. У тринадцять років сім'я переїхала в Денвер, штат Колорадо. Навчався у школі Святого Павла, у місті Конкорд, штат Нью-Гемпшир, але був виключений. Закінчив середню освіту в школі Fountain Valley в місті Колорадо-Спрінгз, штат Колорадо, де він зацікавився акторством граючи у п'єсі «Гарві». Белл хотів стати актором ще навчаючись у середній школі, але його запевняли у відсутності акторського таланту. Навчався в Університеті Колорадо за спеціальністю соціологія, і служив три роки в армії. Працював консультантом-викладачем на курсах керівників, поліпшуючи їхні розмовні навички.
Акторска кар'єра Маршалла Белла почалася коли режисер Алан Паркер попросив його зіграти невелику роль у фільмі «Пташка» (1984). Потім були ролі тренера Шнайдера з «Кошмар на вулиці В'язів 2: Помста Фредді» (1985), лідера опору з «Пригадати все» (1990), моторошного безпритульного у фільмі «Волоцюга» (1992).
Белл одружений з італійкою Міленою Канонеро, художницею по костюмах та володаркою чотирьох нагород премії «Оскар».

## Фільмографія
- 1984 — Пташка / Birdy
- 1985 — Кошмар на вулиці В'язів 2: Помста Фредді / A Nightmare on Elm Street Part 2: Freddy's Revenge
- 1986 — Залишся зі мною / Stand by Me
- 1987 — Немає виходу / No Way Out
- 1987 — Черрі-2000 / Cherry 2000
- 1988 — Джонні, будь хорошим / Johnny Be Good
- 1988 — Близнюки / Twins
- 1990 — Пригадати все / Total Recall
- 1990 — Дік Трейсі / Dick Tracy
- 1990 — Ейр Америка / Air America
- 1991 — Оскар / Oscar
- 1992 — Волоцюга / The Vagrant
- 1992 — Діггстаун / Diggstown
- 1993 — Невинна кров / Innocent Blood
- 1994 — Погоня / The Chase
- 1994 — Природжені вбивці / Natural Born Killers
- 1994 — Лялькарі / The Puppet Masters
- 1994 — Любов — це зброя / Love Is a Gun
- 1994 — Можлива причина / Probable Cause
- 1995 — Розплата / Payback
- 1995 — Чим зайнятися мерцю в Денвері / Things to Do in Denver When You're Dead
- 1996 — Занадто швидкий, занадто молодий / Too Fast Too Young
- 1997 — Один із нас / One of Our Own
- 1997 — Зоряний десант / Starship Troopers
- 1997 — Хоробрий / The Brave
- 1999 — Вірус / Virus
- 2002 — Шахраї / Serving Sara
- 2005 — Капоте / Capote
- 2006 — Таємниця школи мистецтв / Art School Confidential
- 2006 — Кімната №6 / Room 6
- 2006 — Рятівний світанок / Rescue Dawn
- 2006 — Астронавт Фермер / The Astronaut Farmer
- 2007 — Ненсі Дрю / Nancy Drew
- 2007 — Секс і 101 смерть / Sex and Death 101
- 2009 — Татуювання: Історія шрамів / Tattoos: A Scarred History
- 2020 — Мейнстрім / Mainstream